# Ouzo

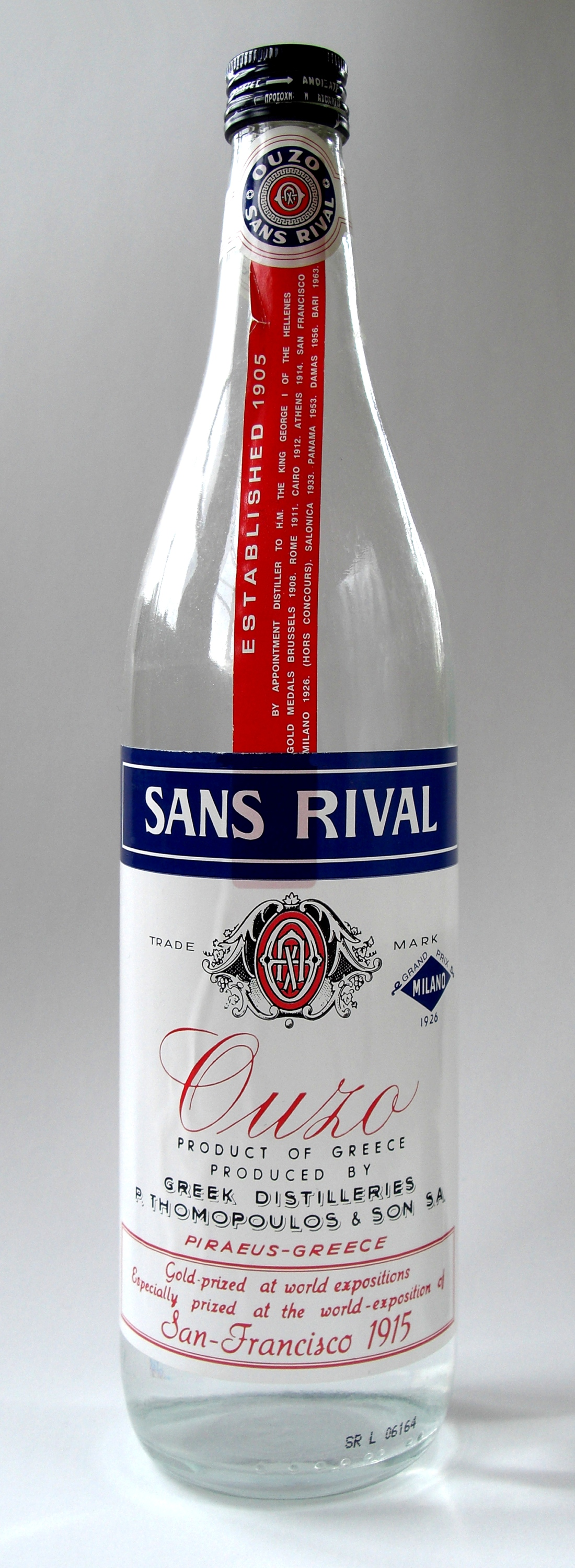
En flaska med Ouzo.

Ouzo (grekiska: ούζο, [ˈuzo]) är en grekisk spritdryck. Ouzo är starksprit med anissmak, och finns med 38, 40, 42 och 49 procent alkohol. Ouzon med 49 procent alkohol är svår att finna utanför Plomari. Ouzo dricks ofta utblandad med vatten och får då sin typiska mjölkaktigt ljusa färg. Se även Raki.

## Sorter
- Ouzo 12
- Ouzo Kefi
- Ouzo Mini
- Ouzo Pyros
- Ouzo Veto
- Rodos Ouzo